# Porfirio
Porfirio (in greco antico: Πορφύριος?, Porphýrios; Tiro, 233/234 – Roma, 305 circa) è stato un filosofo, teologo e astrologo romano, di origine fenicia.
Seguace della dottrina neoplatonica, Porfirio fu allievo di Plotino e maestro di Giamblico.

## Biografia
Le informazioni sulla vita di Porfirio sono fornite da riferimenti nelle sue opere e da una biografia scritta intorno al 400 nella raccolta biografica Vite dei filosofi e dei sofisti di Eunapio di Sardi; Eunapio attinse le sue conoscenze dagli scritti di Porfirio, e probabilmente aveva ancora accesso alle opere del filosofo, oggi perdute.
Porfirio era di origine siriana e, come suo padre, si chiamava originariamente Malik (grecizzato in Μάλϰος, Málkos, oppure Μάλχος, Málchos), che significa «re» nella sua lingua nativa fenicia: per questo motivo fu poi chiamato «re» anche in greco (βασιλεύς, Basileús). Nel 263 aveva trent'anni, quindi dovrebbe essere nato nel 233; il luogo di nascita dovette essere l'antica città fenicia di Tiro, oppure il villaggio di Batanea a sud di questa. Porfirio proveniva da una famiglia rispettata e ricevette un'educazione attenta; non si sa nulla della sua infanzia: l'affermazione dello storico della Chiesa Socrate Scolastico secondo cui fu cristiano per un certo periodo non è credibile.
Si recò ad Atene per studiare matematica, grammatica e retorica, ma soprattutto filosofia; il suo insegnante più importante fu il famoso filologo e filosofo Cassio Longino, con il quale strinse un'amicizia che durò tutta la vita. Secondo il resoconto di Eunapio, fu Longino a dargli il nome di Porfirio (Porphyrios, «il purpureo»): il nome può essere interpretato come un'allusione all'abito reale di porpora e quindi al suo nome di nascita, oppure è collegato con la famosa produzione di porpora della sua città natale, Tiro.
Nel 263, all'età di trent'anni, si trasferì a Roma. Plotino, il fondatore del Neoplatonismo, vi aveva fondato una scuola di filosofia, alla quale Porfirio aderì immediatamente. In ambito ontologico, Plotino aveva una posizione diversa da Longino riguardo alla dottrina delle idee, che Porfirio inizialmente rifiutò di accettare. Tuttavia, con l'aiuto del suo allievo Amelio Gentiliano, Plotino riuscì a convincere Porfirio della sua dottrina nel corso di una controversia che comportò uno scambio di dispute. Porfirio ritrattò quindi per iscritto la sua precedente opinione, diventando un ardente sostenitore del Neoplatonismo di Plotino. Per conto del suo maestro, analizzò criticamente le dottrine concorrenti, e  corresse e riordinò gli scritti d Plotino. A lui si deve dunque la sistematizzazione e la pubblicazione delle Enneadi e una biografia, la Vita di Plotino. Ammalatosi di depressione e con propositi suicidi, fu invitato dal maestro a recarsi in Sicilia per favorirne la guarigione, e si trasferì quindi a Lilibeo nel 268. Porfirio rimase a lungo in Sicilia, guarendo dalla propria malattia, e restando in contatto con Plotino; rifiutò anche l'invito di Longino di tornare in Fenicia. Era ancora a Lilibeo quando, nel 270, venne a conoscenza della morte di Plotino.
Tornò allora a Roma, dove assunse la direzione della scuola di Plotino, riorganizzandone il patrimonio filosofico. Porfirio era un uomo universale di formazione completa. I suoi allievi più noti furono Giamblico di Calcide, anch'egli proveniente dalla Siria e divenuto in seguito suo avversario filosofico, e Teodoro di Asine. Un altro allievo di spicco fu Crisaoro, un politico romano che fu senatore e console suffetto e che apparteneva alla famosa famiglia dei Symmachi; Porfirio gli dedicò diverse opere.
Porfirio raccontò un'esperienza spirituale all'età di 68 anni: solo una volta si era avvicinato al «Dio primo e ultraterreno», «che non ha forma e non ha sembianze e ha la sua sede al di sopra dello spirito e di tutto il mondo spirituale», e si era unito a lui.
Sposò Marcella, anziana vedova di un suo amico e madre di sette figli, di cui apprezzò intelligenza e cultura. Dovendo allontanarsi dall'Italia per un viaggio in Grecia, le scrisse una lettera (Pròs Markéllan) con cui delineava le sue opinioni teologiche e filosofiche, esortandola a cercarvi conforto:
(Porfirio, Lettera a Marcella, 24)
Era ancora vivo nel 301; presumibilmente morì poco tempo dopo, prima dell'abdicazione dell'imperatore Diocleziano (305), secondo Eunapio a Roma.

## Opere

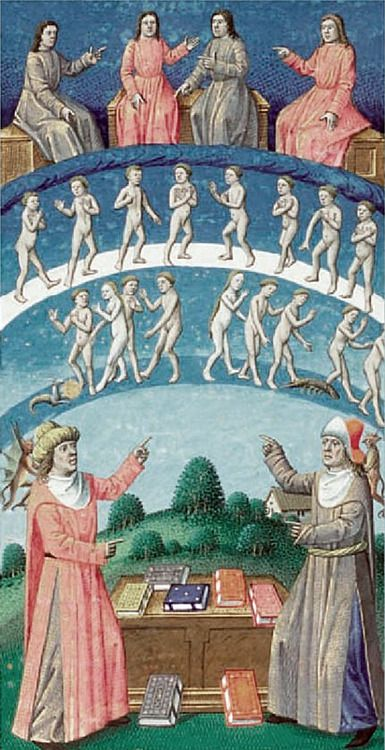
Porfirio e Plotino discutono della purificazione dell'anima per mezzo della teurgia; dei, anime e segni zodiacali (manoscritto miniato medievale).

Porfirio introdusse nel Neoplatonismo un più accentuato misticismo e le pratiche ascetiche, introducendo anche elementi esoterici orientali in un orizzonte spiccatamente greco e platonico. La sua impostazione presenta inoltre una maggiore influenza aristotelica rispetto alla dottrina plotiniana, con un interesse eclettico alle diverse aree della filosofia: logica, metafisica, etica, psicologia e storia della filosofia. Nelle sue oltre 60 opere si occupò anche di religione, mitologia, retorica, grammatica, critica letteraria, astronomia e teoria musicale.
Solo una piccola parte delle sue opere complete è sopravvissuta: le opere più prettamente commentativo-speculative sono la già citata Vita di Plotino, le Sentenze, la Isagoge e il Commento alle Categorie di Aristotele, il Commento al De Interpretatione o ancora il Commento al Parmenide e il Commento al Timeo. Porfirio scrisse anche un il Commento agli Armonikà di Tolomeo e il Commento sulla Tetrabiblos di Claudio Tolomeo, introducendo un sistema di calcolo della domificazione dei temi natali. Alla sua attività esegetica, applicata alla filologia, appartenevano opere tramandate in estratti negli scolii, come Sull'utilità di Omero ai sovrani in 10 libri, Sulla filosofia di Omero, Sullo Stige e il trattato pervenuto Sull'antro delle Ninfe.
Ancora, di peculiare interesse è un trattato in favore del vegetarianismo («Sull'astinenza dalle carni degli animali»), in cui affermò che il consumo di carne ed il sacrificio di animali sono uno sviluppo del cannibalismo e del sacrificio umano. Secondo Porfirio, fra uomo ed animale c'è piena continuità (entrambi possiedono ragione e linguaggio) ed è falso che Dio abbia creato gli animali per l'uomo; perciò, se gli uomini negano che gli animali siano dotati di ragione, è solo per soddisfare la loro ghiottoneria di carne. Egli prese a modello la condotta di Pitagora, il quale, secondo la porfiriana Vita pitagorica, «tanto aborriva da uccisioni e uccisori, che non solo si asteneva dal mangiare esseri viventi, ma neppure si accostava a macellai e cacciatori».
Opere dottrinario-discorsive erano Lettera a Marcella, la Lettera ad Anebo, la Vita di Pitagora, il Sulle immagini e il Sul ritorno dell'anima.
Nel tentativo di rivalutare il paganesimo, e nello specifico il Neoplatonismo, contro l'espansione del Cristianesimo, compose un trattato Contro i cristiani, oltre a impostare una sorta di teologia pagana come nel perduto Sul «conosci te stesso» (in 4 libri) e Sulla filosofia desunta dagli oracoli.

Infine, ugualmente in frammenti l'importante Historia Philosophica in 4 libri ː dai frammenti si evidenzia una disposizione cronologica della filosofia greca, studiata fin dai primordi del pensiero, includendo, come le moderne storie, anche Omero ed Esiodo, e passando via via ai Sette Saggi, Talete, Anassagora, Ferecide di Siro, Pitagora (libro I), Empedocle e Gorgia, che con altri Presocratici trovavano posto probabilmente nel libro Il, Socrate (libro III), e infine Platone (libro IV). Interessante, per il successivo pensiero, è in particolare un passo  in cui Porfirio affermaː
discipline encicliche sono propriamente le opere liriche. Ma in un senso secondario e successivamente sono dette discipline encicliche il ciclo, il compimento di tutte le discipline, grammatica, retorica, la filosofia stessa, e inoltre delle quattro arti che sono poste sotto di essa: l'aritmetica, la musica e la geometria e quella che tende al cielo, la stessa astronomia.»
In tal modo, il filosofo consegnava alla cultura medievale la distinzione delle sette arti liberali tra Trivio e Quadrivio, oltre a tramandare in forma epitomata la logica aristotelica con la sua Isagoge.

### Isagoge

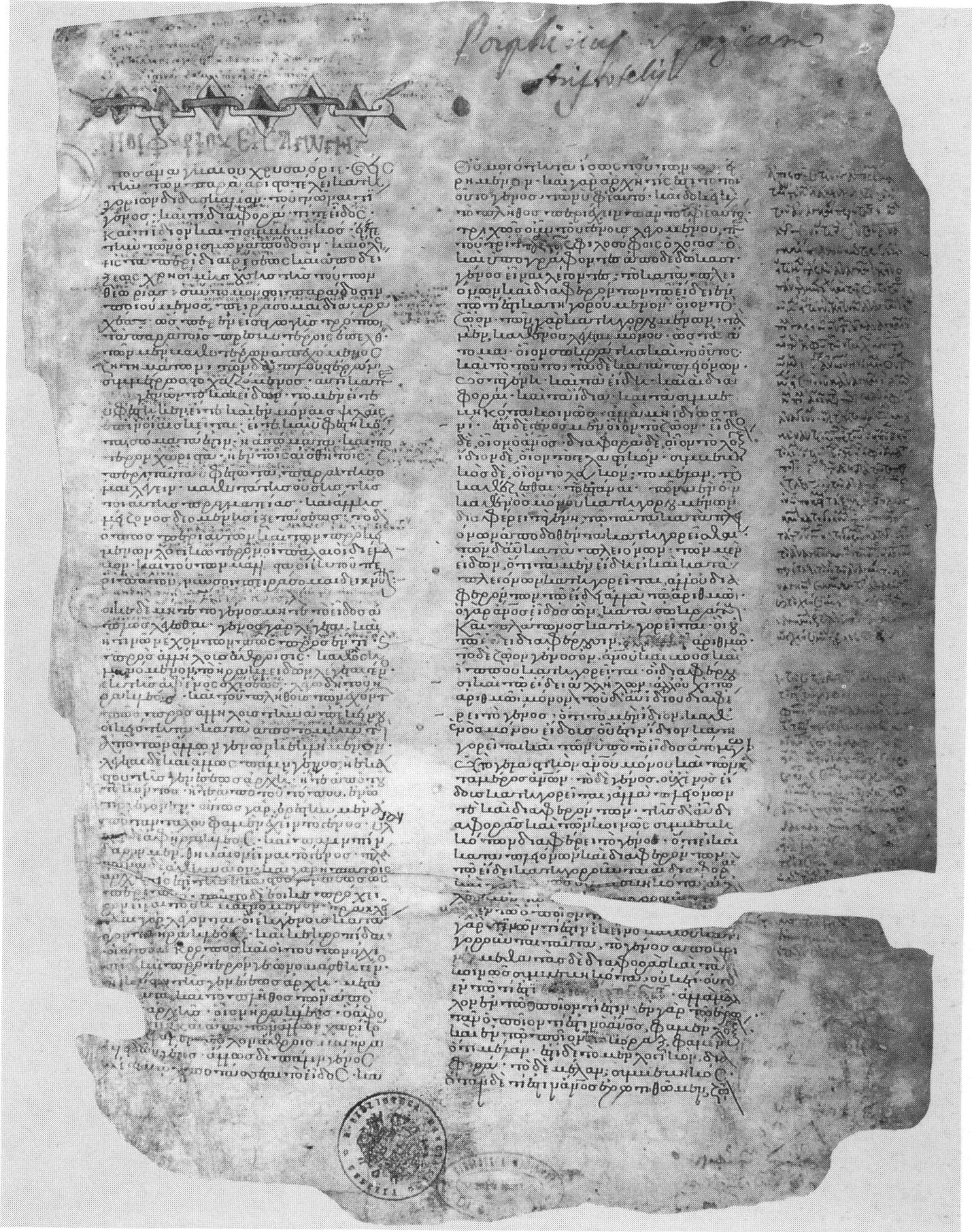
L'inizio dell'Isagoge nel manoscritto conservato a Venezia, Biblioteca Nazionale Marciana, Gr. IV 53, fol. 1r (XIII secolo)

L'opera di gran lunga più influente di Porfirio fu l'Isagoge («Introduzione»), un'introduzione alla logica aristotelica destinata ai principianti, scritta durante il suo soggiorno in Sicilia su richiesta del suo allievo Crisaoro. In passato si riteneva che il titolo completo fosse Eisagōgḗ eis tas Aristotélous katēgorías («Introduzione alle Categorie di Aristotele»); tuttavia l'Isagoge non aveva solo lo scopo di introdurre il lettore alla teoria delle categorie di Aristotele, ma anche alla logica, che si basava sulla teoria delle categorie, e quindi allo studio della filosofia, che richiedeva la conoscenza della logica.
Nell'Isagoge, Porfirio presuppone che il lettore conosca il contenuto delle Categorie di Aristotele. Oltre allo schema aristotelico delle dieci categorie, egli stabilisce – seguendo le indicazioni di Aristotele – un gruppo di cinque termini fondamentali, poi noti come predicabilia: genere (génos), specie (eídos), differenza (diaphorá), proprio (ídion) e accidente (symbebēkós). In questo sistema di classificazione, le categorie appartengono al genere; sono il genere più alto. I predicati non hanno solo lo scopo di contribuire alla comprensione della dottrina delle categorie, ma soprattutto di essere un mezzo di definizione, categorizzazione concettuale e dimostrazione, e quindi gli strumenti più importanti di ogni indagine filosofica.
Nella prefazione, Porfirio pone le questioni relative ai termini generali – specie (in latino species) e generi (in latino genera) – che divennero il punto di partenza della disputa sugli universali nel Medioevo: se specie e generi esistano come realtà indipendenti o solo come prodotti del pensiero, se, in tal caso, la loro esistenza indipendente sia da concepire come corporea o incorporea, e se siano legati agli oggetti della percezione sensoriale o se esistano indipendentemente da essi. Tuttavia, Porfirio non vuole espressamente rispondere a queste domande in questa sede, poiché ciò deve essere riservato a un'indagine dettagliata.

### Storia della filosofiacon biografia di Pitagora
La Storia della filosofia (Philósophos historía), in quattro libri, è andata perduta tranne che per pochi frammenti. Conteneva le biografie di filosofi considerati importanti dai neoplatonici e descrizioni dei loro insegnamenti. Il primo libro trattava, tra l'altro, dei Sette savi. Il terzo libro conteneva la biografia di Socrate. L'opera si concludeva con Platone, al quale era dedicato il quarto libro. Porfirio evidentemente considerava la storia della filosofia greca come un processo che culminava e si completava con Platone. In questa prospettiva, tutto ciò che viene dopo appare come una mera interpretazione degli insegnamenti di Platone.
Si è conservata la biografia di Pitagora (Pythagórou bíos), che faceva parte del primo libro e che probabilmente fu distribuita separatamente in una fase iniziale. Come fonte, ha uno status più elevato rispetto alla biografia di Pitagora di Giamblico, ma come quest'ultima contiene numerosi abbellimenti leggendari. Ciò che colpisce nei frammenti della Storia della filosofia è la rappresentazione critica di Socrate, che Porfirio ha tratto da una fonte ostile a Socrate (Aristosseno).

### Enneadie biografia di Plotino

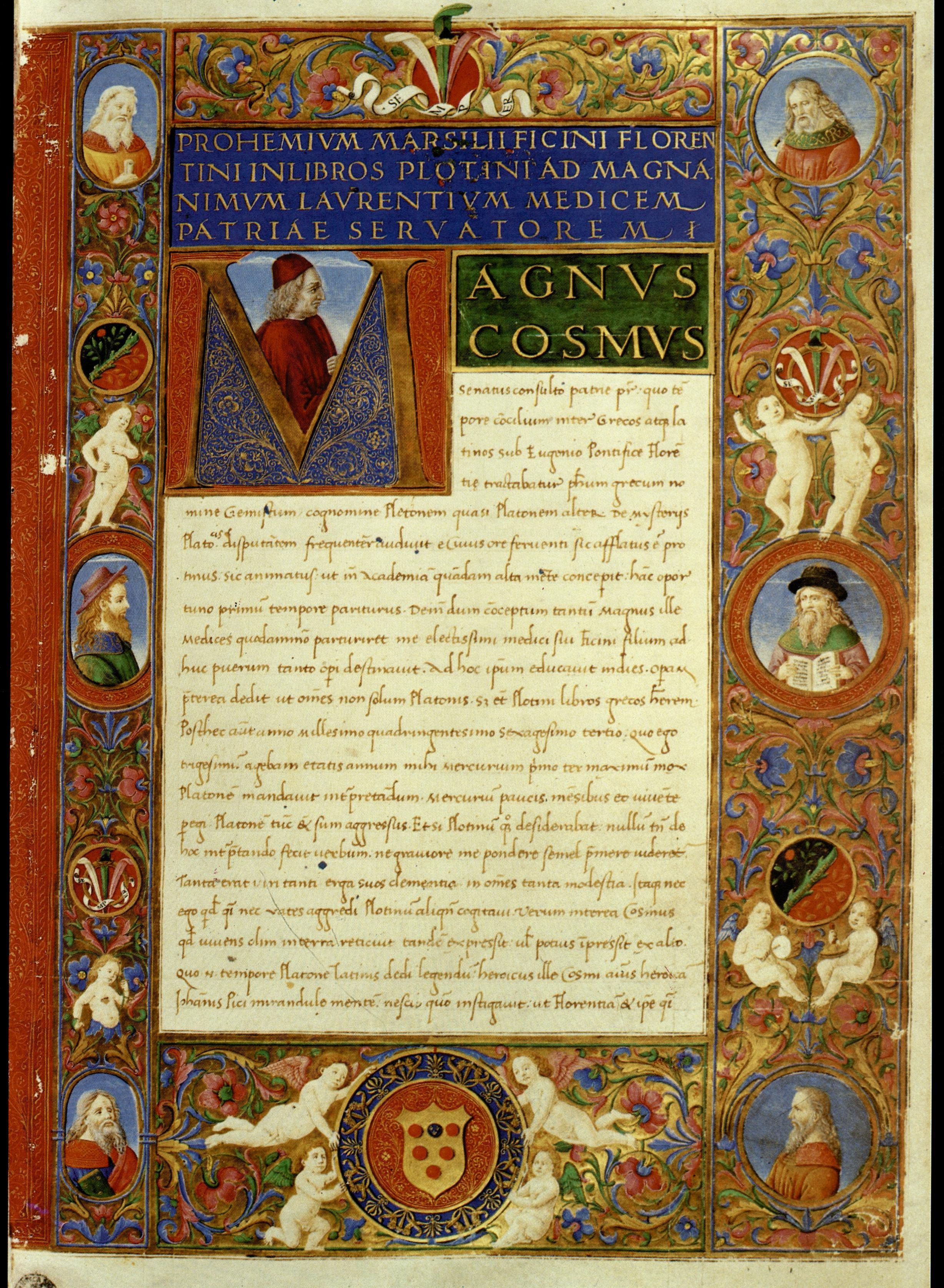
Frontespizio della traduzione latina delle Enneadi a opera di Marsilio Ficino, con miniature di Attavante Attavanti

Molto tempo dopo la morte di Plotino, Porfirio organizzò e curò gli scritti del suo defunto maestro negli ultimi anni della sua vita. Nel 301 li pubblicò come Enneadi («gruppi di nove», nome dovuto al fatto che pubblicò sei gruppi di nove trattati ciascuno), nel formato che si usa ancora oggi. A questa raccolta aggiunse, come introduzione, una preziosa biografia di Plotino, Sulla vita di Plotino e sulla disposizione dei suoi scritti (Περί του Πλωτίνου βίου και της τάξεως των βιβλίων αυτού, Peri tou Plōtínou bíou kai tēs táxeōs tōn biblíōn autoú, in latino Vita Plotini).

### Sull'astinenza dagli animati
Il trattato Sull'astinenza dagli animati (Peri apochḗs empsýchōn, in latino De abstinentia, in quattro libri) è indirizzato al neoplatonico Castricio Firmo. In esso, Porfirio si schiera a favore di un vegetarianismo che sia eticamente (basato su considerazioni di giustizia) e asceticamente motivato. Presenta contro-argomentazioni e le affronta per convincere Castricio, che si era allontanato da questa dieta. Critica anche i sacrifici animali, che non sono appropriati per una pratica religiosa concepita filosoficamente. Uno stile di vita filosofico richiedeva, tra l'altro, una dieta priva di carne. La digestione del cibo a base di carne è un peso per il corpo, il suo approvvigionamento e la sua preparazione sono costosi e quindi distraggono dai compiti importanti del filosofo. È un lusso incompatibile con la frugalità filosofica. A sostegno delle sue argomentazioni, l'autore cita un gran numero di affermazioni pertinenti tratte dalla letteratura più antica, alcune delle quali sono andate perdute. Il quarto libro offre una panoramica della visione di Porfirio sulla storia della civiltà; tratta della storia dell'alimentazione tra i Greci e delle abitudini alimentari di vari popoli. Discute anche il mito delle età del mondo, secondo il quale gli uomini dell'età dell'oro non usavano la violenza tra di loro o contro gli animali.

### Sulla grotta delle ninfe nell'Odissea
Nel trattato Sulla grotta delle ninfe nell'Odissea (Peri tou en Odysseía tōn Nymphṓn ántrou, in latino De antro nympharum), Porfirio interpreta in modo simbolico e dettagliato una descrizione contenuta nell'Odissea di Omero, dove viene descritta una grotta dedicata alle ninfe su Itaca. Nel farlo, accosta diverse interpretazioni che ritiene legittime. Per Omero, la grotta è il luogo in cui Odisseo raggiunge la sua casa a Itaca. Per Porfirio, invece, simboleggia il mondo materiale, sensibilmente percepibile, in cui l'anima umana è scesa. Allo stesso tempo, a causa della sua oscurità, la grotta simboleggia anche le forze spirituali invisibili nel mondo materiale. Porfirio attinge alla letteratura antica in materia, in particolare a un'opera perduta del medioplatonista Numenio di Apamea. A prescindere dal carattere simbolico della grotta, egli ritiene che essa sia anche una realtà geografica: si tratta di un antico santuario di epoca pre-omerica. Secondo Karin Alt, il trattato, non adeguatamente elaborato, è un'opera giovanile di Porfirio, risalente a prima che diventasse allievo di Plotino; altri studiosi dell'antichità sostengono una datazione più tarda.

### A Marcella
Lo scritto filosofico (protrettico) A Marcella (Pros Markéllan) ha la forma di una lettera alla moglie di Porfirio, Marcella, destinata alla pubblicazione. Il filosofo scrisse la lettera durante un lungo viaggio, iniziato dieci mesi dopo il matrimonio. Il testo è sopravvissuto in un solo manoscritto, in cui manca la conclusione.
Porfirio conforta Marcella, che ovviamente si trova in una situazione spiacevole, e sottolinea che la filosofia mostri la via d'uscita dalla sofferenza dell'esistenza terrena. Tuttavia, sottolinea anche che il cammino filosofico verso la redenzione è impegnativo e faticoso. Mette urgentemente in guardia dagli affetti dannosi per l'anima e dalle illusioni umane con cui il divino non dovrebbe essere contaminato. Tra le illusioni, cita in particolare la convinzione che esista l'ira divina e che si possa influenzare Dio attraverso petizioni o offerte. Egli ritiene che il legame con Dio sia possibile solo attraverso il giusto atteggiamento.

### Lettera ad Anebo
In una lettera indirizzata al sacerdote egiziano Anebo, Porfirio pone domande critiche sulla natura degli dèi egiziani e dei demoni benigni, nonché sugli insegnamenti filosofici che li riguardano e sul rapporto tra uomini e dèi nella pratica religiosa egiziana. Vuole anche chiarire la concezione egizia della provvidenza e del libero arbitrio. Ovviamente vuole mostrare al lettore la dubbia utilità di praticare le pratiche religiose tradizionali senza una riflessione filosofica.

### Traduzioni italiane
- Vita di Plotino ed ordine dei suoi libri, Napoli, Macchiaroli, 1946.
- Carmina, a cura di G. Polara, Torino, Paravia, 1974.
- Discorsi contro i cristiani, a cura di C. Mutti, Collana Paganitas, Edizioni di AR, 1977
- Lettera a Marcella, Genova, Il Basilisco, 1982.
- Lettera ad Anebo, Genova, Il Basilisco, 1982.
- L'antro delle ninfe, con testo greco a fronte. Introduzione, traduzione e commento di Laura Simonini, Milano, Adelphi, Milano 1986 ISBN 978-88-45-90654-1; Collana gli Adelphi, Adelphi, Milano, 2006 ISBN 978-88-45-92056-1
- Commentario al "Parmenide" di Platone, Saggio introduttivo, testo con apparati critici e note di commento a cura di P. Hadot, trad. di G. Girgenti, Presentazione di G. Reale, Milano, Vita e Pensiero, 1993 ISBN 978-88-34-30545-4 (l'attribuzione a Porfirio è controversa [1])
- Sentenze sugli intelligibili, Testo greco a fronte. Versione latina di Marsilio Ficino, a cura di Giuseppe Girgenti, Milano, Rusconi, 1997 ISBN 978-88-18-70133-3
- Storia della filosofia, a cura di G. Girgenti, trad. di A. R. Sodano, Milano, Rusconi, 1997 ISBN 978-88-18-70190-6
- Sentenze, a cura di S. Cuccia, Milano, CUECM, 1998.
- Isagoge, Milano, Rusconi, Milano, 1995; ora in Isagoge. In appendice versione latina di Severino Boezio, a cura di Giuseppe Girgenti, Milano, Bompiani, 2004 ISBN 978-88-45-20337-4
- Astinenza dagli animali, a cura di Giuseppe Girgenti e A. R. Sodano, Milano, Bompiani, 2005 ISBN 978-88-45-21107-2
- Sullo Stige, a cura di C. Castelletti, Milano, Bompiani, 2006 ISBN 978-88-45-25711-7
- Contro i cristiani, Nella raccolta di Adolf von Harnack con tutti i nuovi frammenti in appendice. A cura di Giuseppe Musolino. Presentazione di Giuseppe Girgenti. Testo latino, greco e tedesco a fronte (edizione integrale), Milano, Bompiani, 2009 ISBN 978-88-45-26227-2
- Filosofia rivelata dagli oracoli, Con tutti i frammenti di magia, stregoneria, teosofia e teurgia. Testi greci e latini a fronte, Milano, Bompiani, 2011 ISBN 978-88-45-26924-0
- Sui simulacri, a cura di M. Gabriele, Milano, Adelphi, 2012 ISBN 978-88-45-92654-9
- Angelo Raffaele Sodano (a cura di), Vangelo di un Paganoː Lettera a Marcella. Contro Boeto sull'anima. Sul conosci te stesso. Vita di Porfirio di Eunapio. Testo greco a fronte, Bompiani, novembre 2006,  XIV, 302, ISBN 9788845257810, OCLC 635635984.
- Mathematikós. Introduzione al Trattato sugli effetti prodotti dalle stelle di Tolemeo e le testimonianze e i frammenti relativi alle opere di matematica e di geometria, a cura di Giuseppe Muscolino, ISBN 978-88-45-28380-2

### Traduzioni inglesi
- Porphyry's Introduction, traduzione e commento di Jonathan Barnes, Oxford, Oxford University Press, 2003.
- Porphyry. On Aristotle's Categories, traduzione di Steven K. Strange, Ithaca, N.Y., Cornell University Press, 1992.
- (EN) Kenneth Sylvan, List of works, su tertullian.org.
- (EN) Traduzioni di alcune opere di Porfirio, su tertullian.org.

### Studi recenti
- Giuseppe Girgenti, Porfirio negli ultimi cinquant'anni: bibliografia sistematica e ragionata della letteratura primaria e secondaria riguardante il pensiero porfiriano e i suoi influssi storici Milano, Vita e Pensiero, 1987.
- Giuseppe Girgenti, Il Pensiero forte di Porfirio, introduzione di G. Reale, Milano, Vita e Pensiero, 1996 ISBN 88-343-0844-1.
- Pierre Hadot, Porphyre et Victorinus, Parigi, Études augustiniennes 1968 (due volumi).
- (EN)   Aaron Johnson, Religion and Identity in Porphyry of Tyre, Cambridge, Cambridge University Press 2013.
- Chiara Militello, I Commentari all'Isagoge di Porfirio tra V e VI secolo, Acireale, Bonanno Editore, 2010.